# Askella
Askella o Ascella (ζ Sagittarii / ζ Sgr / 38 Sagittarii) es una estrella de la constelación de Sagitario de magnitud aparente +2,60. Es la tercera más brillante de la constelación detrás de Kaus Australis (ε Sagittarii) y Nunki (σ Sagittarii). Su nombre proviene del latín y significa «axila», en alusión a su posición en el cuerpo del guerrero.
A 89 años luz de distancia del sistema solar, Askella es una estrella binaria cuyas dos componentes son de tipo espectral A. La estrella principal está catalogada como una gigante blanca de tipo espectral A2III y 9000 K de temperatura. Su luminosidad es 31 veces mayor que la del Sol, con una masa de 2,2 masas solares.
La componente secundaria está catalogada como una subgigante de tipo A2IV algo más fría que su compañera con una temperatura de 8500 K. 26 veces más luminosa que el Sol, tiene una masa de 2,1 masas solares. Estos parámetros físicos indican que en realidad ambas estrellas son estrellas blancas de la secuencia principal, no gigantes ni subgigantes. Con una separación media entre ellas de 13,4 UA —que oscila entre 10,6 y 16,1 UA por la excentricidad de la órbita—, el período orbital del sistema es de 21,14 años.
Una tenue compañera de magnitud +9,8, denominada Askella C, se encuentra visualmente a 75 segundos de arco de la primaria. Se desconoce si forma realmente parte del sistema estelar, o, lo que es más probable, está alineada al azar.